# Disgorge (americká hudební skupina)
Disgorge je americká brutal death metalová hudební skupina z města San Diego v Kalifornii založená v roce 1992.
Debutové studiové album vyšlo roku 1999 a nese název Cranial Impalement, před ním ovšem vyšla dvě dema Cognitive Lust of Mutilation a Demo 1995. Druhé jmenované bylo později součástí alba Cranial Impalement.
Kapela se rozpadla v roce 2006, přestože nikdy nevydala oficiální vyjádření. V roce 2011 se znovu zformovala a oznámila přípravu nového alba. Původně měla novou sestavu tvořit Fuselier, Myers, Erik Lindmark z Deeds of Flesh a Derek Boyer ze Suffocation a Decrepit Birth, avšak tato sestava byla nakonec zcela změněna. O realizaci alba však již několik let nejsou žádné zprávy, především kvůli vytíženosti Rickyho Mayersa, který se stal vokalistou Suffocation. Z tohoto důvodu byla činnost Disgorge pozastavena a její členové nadále koncertují pod názvem The Violently Vomit, v jehož rámci hrají repertoár Disgorge.

## Motivy a texty
Motivy a texty Disgorge se zaměřují na násilí (které lze vidět na obalech alb – zejména Cranial Impalement a She Lay Gutted), na smrt a antináboženské prvky, které se objevily na všech albech, ovšem nejvýrazněji na Consume the Forsaken a She Lay Gutted.

## Diskografie
Dema
- Cognitive Lust of Mutilation (1992)
- Demo 1995 (1995)
- Cranial Impalement - Demo '96 (1996)

Studiová alba
- Cranial Impalement (1999)
- She Lay Gutted (1999)
- Consume the Forsaken (2002)[1]
- Parallels of Infinite Torture (2005)